# 後脱分極
後脱分極（こうだつぶんきょく、英: Afterdepolarization）は、心臓の刺激伝導系における心筋の活動電位の第2相、第3相、第4相の何れかを中断する心筋細胞の異常な脱分極である。後脱分極は不整脈の原因となる。後脱分極は一般に心筋梗塞、心肥大、心不全の結果として発生する。また、カルシウムチャネルや分離現象（sequestration）に関連した先天性変異に起因することもある。

## 早期後脱分極
早期後脱分極（英: Early afterdepolarization; EAD）は第2相または第3相の異常脱分極に伴って起こり、正常な再分極が完了する前の不完全活動電位の頻度が増加することで引き起こされる。EADは最も一般的には中間部の心筋細胞とプルキンエ線維から発生するが、活動電位を伝える他の心筋細胞でも発生する可能性がある。第2相はカルシウムチャネルの開口増大により中断されることがあり、第3相の中断はナトリウムチャネルの開口によるものである。早期後脱分極はトルサード・ド・ポワント、頻脈、その他の不整脈を引き起こす。EADは低カリウム血症や、クラスIaおよびIIIの抗不整脈薬、カテコールアミンなどのQT間隔を延長させる薬物によって誘発されることがある。
後過分極（英: Afterhyperpolarization; AHP）は、皮質の錐体ニューロンでも起こる。後過分極は通常活動電位に続いて生じ、電位依存性のナトリウムチャネルやクロライドチャネルによって媒介される。この現象では再分極を制限するためにカリウムチャネルを素早く閉じる必要がある。これは、通常の活動電位と本質的にバーストする錐体ニューロンの違いの原因となっている。

## 遅延後脱分極

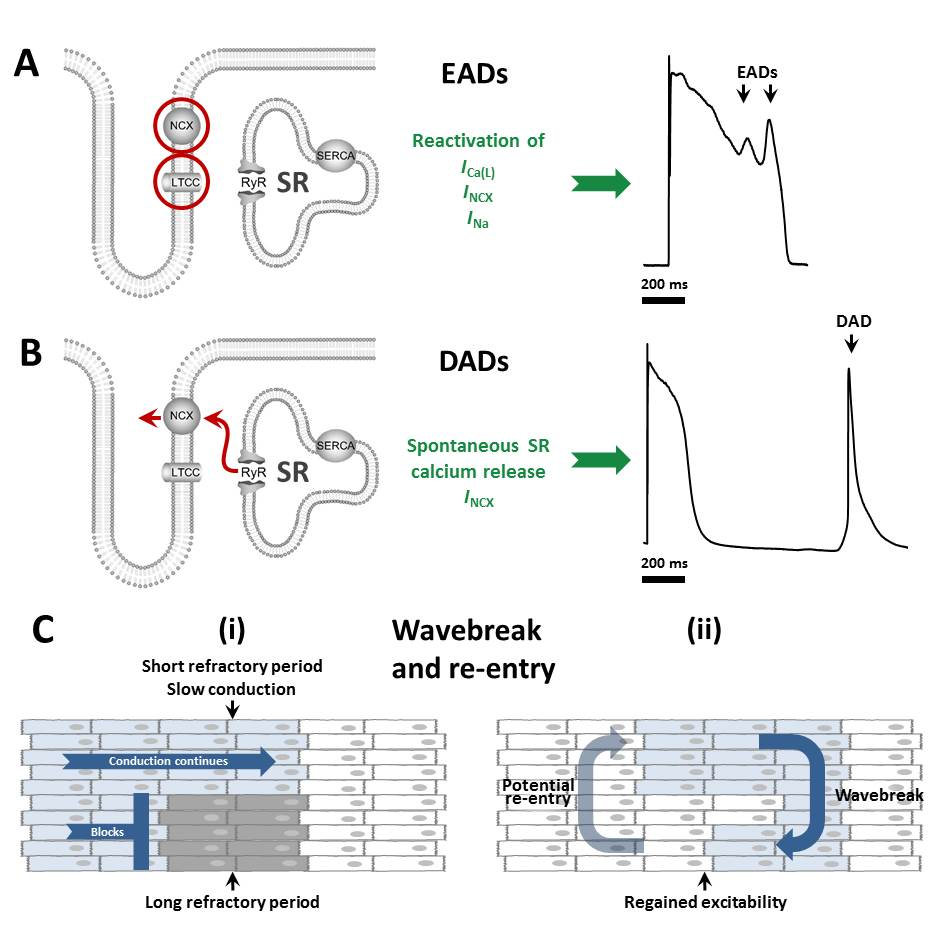
早期後脱分極 (EAD) と遅延後脱分極 (DAD) の機序。

遅延後脱分極（英: Delayed afterdepolarization; DAD）は、再分極が完了した後に心臓の正常な伝導系を介して別の正常な活動電位が発生する前の第4相で始まる。これは細胞質カルシウム濃度の上昇によるもので、典型的にはジゴキシン中毒でみられる。筋小胞体の過負荷は再分極後に自発的なCa2+放出を引き起こし、放出されたCa2+が3Na+/Ca2+交換体を介して細胞外に出る原因となる。その結果、正味の脱分極電流が生じる。典型的な特徴は双方向性心室頻拍である。カテコラミン誘発性多形性心室頻拍（英: Catecholaminergic polymorphic ventricular tachycardia; CPVT）や心筋梗塞でも見られる。心筋梗塞を免れたプルキンエ線維は、その高濃度の陽イオンのために部分的に脱分極が維持される。部分的に脱分極した組織は急速に発火し、その結果遅延後脱分極が生じる。